# Остен, Мария
Мария Остен (нем. Maria Osten, настоящая фамилия Гресхёнер, нем. Greßhöner, — псевдоним со значением «Восток» был взят для обозначения симпатии к СССР; 20 марта 1908, Муккум — 16 сентября 1942, Саратов) — немецкая писательница и журналистка.

## Биография
Выросла в Восточной Пруссии (деревня Нойгольц, ныне Гольце, гмина Валч), во время Первой мировой войны потеряла отца. В 1922 году поступила в лицей в Берлине, однако вскоре оставила учёбу. Брала частные уроки рисунка у художника-экспрессиониста Людвига Майднера. В 1926 г. вышла замуж за Виланда Херцфельде, основателя и руководителя издательства Malik-Verlag, выпускавшего авангардную и леворадикальную литературу, в том числе и переводы советских писателей. В 1927 г. вступила в Коммунистическую партию Германии. В 1928 году опубликовала первый рассказ, «Мельгаст» (нем. Mehlgast), в сборнике «24 новых немецких рассказа». В 1929 году впервые посетила СССР вместе со вторым мужем режиссёром Евгением Червяковым.
В 1932 году познакомилась с советским писателем и журналистом М. Кольцовым и вступила с ним в гражданский брак. Начала печататься в журнале «Огонёк» и других советских изданиях. В 1933 г. Остен и Кольцов усыновили 10-летнего мальчика из Саара по имени Губерт Лосте и привезли его в Советский Союз. О судьбе немецкого мальчика, для которого СССР стал новой родиной, Остен написала документальную книгу «Губерт в стране чудес» (1935), изданную с предисловием Георгия Димитрова, — как утверждает Игорь Бунич, книга, в которой «немецкий мальчик не переставал буйно радоваться всему увиденному в СССР, проклиная при этом всё, что оставил на Родине», была выпущена в рамках пропагандистской кампании Коминтерна и пользовалась в Советском Союзе большим успехом.
Работала секретарем редакции антифашистского журнала Das Wort. Сопровождала Лиона Фейхтвангера в поездке по СССР (декабрь 1936 — март 1937).
Во время Гражданской войны в Испании вместе с Кольцовым наблюдала за действиями республиканцев, участница антифашистского конгресса писателей (июль 1937). В доносе Андре Марти Сталину обвинялась в шпионаже в пользу фашистской Германии, что стало одним из поводов для ареста Кольцова. В постановлении об аресте Кольцова, в числе прочих обстоятельств, мотивирующих его предание суду, говорилось:

Жена КОЛЬЦОВА, Мария фон-ОСТЕН, дочь крупного немецкого помещика, перебывавшая в ряде стран и партий, троцкистка. КОЛЬЦОВ сошелся с ней в 1932 г. в Берлине. По приезде в Москву, ОСТЕН сожительствовала здесь с ныне арестованными, как шпионы кино-режиссёрами, артистами, немецкими писателями.

Остен приехала в СССР из Парижа, где жила в то время, чтобы помочь отвести от Кольцова обвинения, с этой целью она даже приняла советское гражданство. Была арестована в июне 1941 г. и расстреляна в саратовской тюрьме.
Племянник (сын её сестры Ханны) — британский физик, лауреат Нобелевской премии Джон Костерлиц.